# Берта Голландская
Бе́рта Голла́ндская (фр. Berthe de Hollande; около 1058 — 30 июля 1093, Монтрёй-сюр-Мер, Па-де-Кале, Франция) — королева Франции в 1072—1092 годах. Дочь графа Голландии Флориса I и Гертруды Саксонской. В 1072 году Берта сочеталась браком с Филиппом I Французским, королём Франции из династии Капетингов.

## Биография
Отец Берты Флорис I умер 18 июня 1061 года, когда ей было всего 3 года. Её мать Гертруда в 1063 году вновь вышла замуж за Роберта I Фризского, младшего сына графа Фландрии Бодуэна V Благочестивого, который обеспечил опеку над её детьми и стал регентом западной Фрисландии. В 1071 году старший брат Берты Дирк V стал совершеннолетним и сам стал управлять Фрисландией, получив титул графа Голландии.
17 июля 1070 года неожиданно умер старший брат Роберта Фризского Бодуэн VI. Его вдова Рихильда из Эно вызвала недовольство фламандцев. Роберт Фризский возглавил мятеж и захватил Лилль. Ришильда попросила помощи у короля Франции Филиппа I, который пришёл во главе армии. 22 февраля 1071 года у подножия горы Кассель состоялась битва, в которой Арнульф III погиб. Роберт стал графом Фландрии в ущерб своему племяннику Бодуэну II де Эно и его матери Ришильде, которые бежали и укрепились в Эно, призвав на помощь императора.
Советники молодого Филиппа I навязали ему мир с Робертом Фризским, скреплённый браком с падчерицей Роберта Бертой (1072 год).

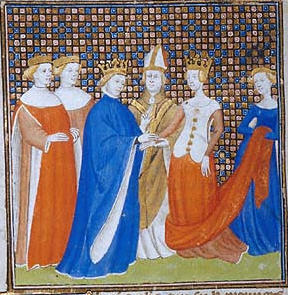
Свадьба Филиппа I и Берты Голландской

В 1090 году, утомлённый своей женой и скрытой опекой как следствием его поражения и брака, Филипп приказал заключить Берту в замок Монтрёй-сюр-Мер. А когда он решил вновь жениться в 1092 году на Бертраде де Монфор, брак с Бертой был аннулирован по причине кровного родства.
Берта умерла в замке Монтрёй-сюр-Мер 30 июля 1093 года. Злые языки утверждали, что она была отравлена.

## Семья
- Муж: (с 1072 года) Филипп I Французский, сын короля Генриха I Французского и Анны Киевской. Дети:
  - Констанция (1078 — 14 сентября 1126) — 1-й муж: (с 1094 года) граф Шампани, Труа и Мо Гуго I Шампанский 2-й муж: (с 1106 года) князь Антиохии Боэмунд I (1054 — 17 марта 1111).
  - Людовик VI Толстый (1 декабря 1081 — 1 августа 1137), король Франции с 1108 года.
  - Генрих (1083 — ?); умер молодым.
  - Карл (1085 — ?); умер молодым.
  - Эд (1087—1096).